# Status praesens
Unter Status praesens (lat. status „Zustand“, praesens „gegenwärtig“) oder Befund versteht man den aktuellen körperlichen und psychischen Zustand eines Patienten auf Grund des Ergebnisses der Untersuchung durch einen Arzt oder Zahnarzt. Mit Hilfe von visuellen, akustischen, taktilen, olfaktorischen sowie metrischen Maßnahmen wird der klinische Befund erhoben. Tritt bei einer Folgeuntersuchung ein unveränderter Befund auf, spricht man von einem Status idem.